# Gotthelf Adolph von Hoym

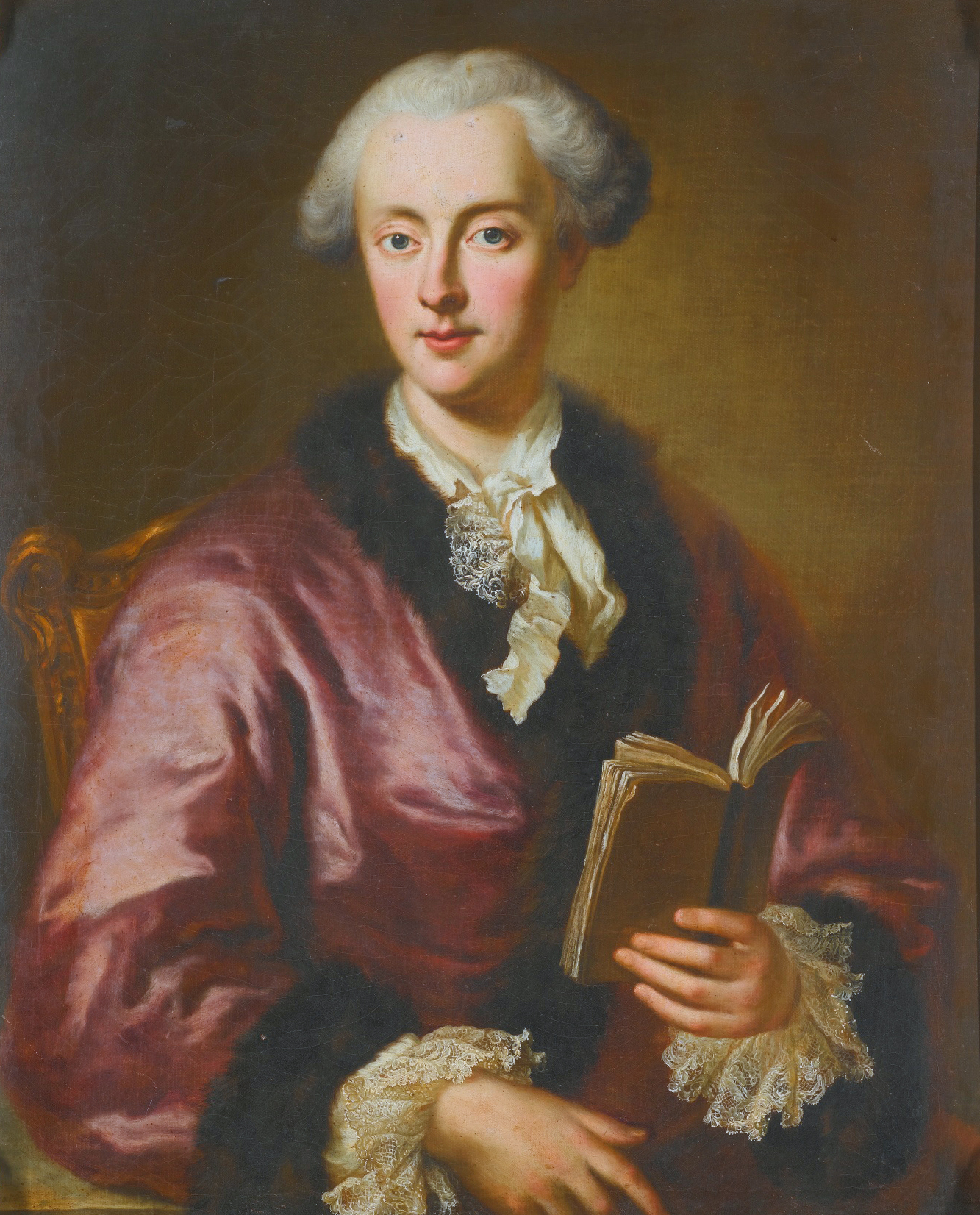
Graf Gotthelf Adolph Hoym (1731–1783)

Gotthelf Adolph Graf von Hoym (* 24. Oktober 1731 in Dresden; † 22. April 1783 in Droyßig) war ein kursächsischer Politiker.

## Leben
Er war der Sohn von Graf Ludwig Gebhard von Hoym und dessen Ehefrau geborene Gräfin von Werthern. Als Herr auf Gleina und Thallwitz erbte er später auch Droyßig und Guteborn und schlug die für seine Vorfahren typische Karriere am sächsischen Hof ein. Er wurde Geheimer Rat und später bevollmächtigter Minister.
Als letzter männlicher Vertreter der Droyßiger und gesamten sächsischen Linie des Hauses Hoym starb er ohne männliche Erben. Aus seiner am 27. November 1769 in Gera geschlossenen Ehe mit Gräfin Sophie Auguste zu Stolberg-Roßla (1754–1776) ging als Alleinerbin die einzige Tochter Louise Henriette (* 1772) hervor, die den regierenden Grafen Heinrich LI. Reuß zu Ebersdorf heiratete und als letzte Vertreterin ihres Familienzweiges 1832 starb.